# Isis Duarte
Isis Generosa Duarte Tavárez (Castillo, República Dominicana, 12 de mayo de 1942-16 de mayo de 2011, Puebla, México) fue una socióloga, investigadora, escritora, maestra, defensora de los derechos sociales y políticos de la mujer dominicana.  Duarte fue profesora de sociología de la Universidad Autónoma de Santo Domingo, Directora del Instituto de Estudios de Población y Desarrollo (IEPD) de Profamilia, miembro fundadora de Participación Ciudadana en 1993 y fue la primera directora del programa Político Electoral de la institución, además, encargada del primer conteo electoral rápido que se llevó a cabo en las elecciones del 2006. Con su trabajo de investigación dentro de la sociología ayudó a perfeccionar los procesos electorales en la República Dominicana y por tanto a mejorar el sistema democrático del país.

## Trayectoria
Duarte  nació el 12 de mayo de 1942 en la comunidad de Castillo, República Dominicana. Duarte egresó de la Escuela de Sociología de la Universidad Autónoma de Santo Domingo, en el año 1968 y luego hizo una Maestría en Ciencias Sociales, mención Ciencias Políticas en la Facultad Latinoamericana de Ciencias Sociales, en Santiago de Chile entre 1972 y 1973).
Duarte se desempeñó como profesora y coordinadora de cátedra del Departamento de Sociología de la UASD y trabajó junto a PC en el proyecto de Observación Electoral de los comicios presidenciales del 2000 y en el proceso congresual y municipal del 2002, gracias a los conocimientos alcanzados y a su interés por los problemas de la ciudadanía en materia política.
Duarte ingresó a Pro Familia como Asistente de Investigaciones Sociales del Instituto de Estudios de Población y Desarrollo (IEPD), organismo del que poco después fue directora y donde permaneció por espacio de 10 años.
Sus aportes como analista política y del comportamiento social de los votantes jugó un papel importante en el desarrollo de las políticas públicas y los cambios sociales alcanzados en el pueblo dominicano en materia electoral y presencia ciudadana en la toma de decisiones políticas. Sus investigaciones en estudios sociológicos de la República Dominicana, marcaron varias instituciones como son la UASD, el Instituto de Estudio, Centro de la Investigación de la Realidad Social Dominicana (CERESD) ,Población Y desarrollo (IEPD), Profamilia y Participación Ciudadana.

## Obras destacadas
Duarte fue autora de varios libros que representan fuentes de consulta para el estudio de la sociedad dominicana, entre los que se destacan:
- Capitalismo y Superpoblación en Santo Domingo.[6]
- La urbanización de la pobreza.
- Entre la calle y la casa: Las mujeres dominicanas y la cultura política a finales del siglo XX.
- Azúcar y Política en la RD (1976).
- Población, Migraciones Internas y Desarrollo en República Dominicana (1991).
- Quinientos mil haitianos en República Dominicana (1994).
- Los hogares dominicanos, el mito de la familia ideal y la jefatura de hogar (1995).
- Y Su último libro, Mujer y Política en la República Dominicana en coautoría con Julia Hasbún fue publicado en el 2009.

Además de estos libros, Duarte escribió ensayos y artículos publicados en revistas nacionales y regionales.
En su labor como analista política en Participación Ciudadana, Duarte escribió extensamente sobre los procesos electorales dominicanos: la tensión entre el fraude y la transparencia electoral, la observación electoral y el conteo rápido, y el impacto de la cuota femenina, el voto preferencial y el tamaño de las circunscripciones en la representación política de las mujeres.
Su artículo de coautoría con José Pérez titulado ‘‘Consideraciones en torno a la política represiva y asistencial del Estado Dominicano, 1966-197’’, publicado en la revista Realidad Contemporánea en 1979, fue pionero en la comprensión de cómo Joaquín Balaguer conformó el Estado durante los 12 Años.
Posteriormente,  Duarte tuvo un papel central en la realización de las encuestas DEMOS en colaboración con Ramonina Brea, Clara Báez, Ramón Tejada Holguín, entre otros. Desde principios de la década de 1990 hasta el 2004, las cuatro encuestas permitieron conformar por primera vez un perfil de la cultura política dominicana a través de la opinión pública.
La socióloga Isis Duarte falleció el 16 de mayo del año 2011 en Puebla, México.

## Premios y reconocimientos
Socióloga y abanderada de las derechos y relevancia del papel de la mujer en la sociedad dominicana, Duarte recibió el  Premio Nacional de Ensayos Pedro Henríquez Ureña, por su prolija producción de ensayos y artículos de revistas nacionales y regionales.
Duarte recibió, también,  la medalla al mérito que otorgó el gobierno dominicano a la mujer en 1996 por su labor en el campo de la investigación social.
La institución no gubernamental Pro Familia designó con el nombre de “Licenciada Isis Duarte” su clínica en San Francisco de Macorís, como reconocimiento a la inagotable labor e importantes aportes a la mujer dominicana desde esta institución, a través del Instituto de Estudios de Población y Desarrollo (IEPD), así como su constante lucha por los derechos a favor de la sociedad dominicana.
A mediado de mayo de 2011, luego de la muerte de Isis Duarte Tavárez, la Universidad Autónoma de Santo Domingo celebró un acto en homenaje la fallecida socióloga, en el que compañeros de las diferentes instituciones para las que trabajó e investigadores que compartieron proyectos con ella, resaltaron los aportes hecho a la sociedad dominicana, sobre todo al sistema electoral.